# Karol Kreibich
Karol Kreibich [krajbich] (4. února 1920 Nymburk – ?) byl slovenský fotbalový útočník. Začátkem roku 2004 se účastnil oslav stého výročí trenčínského fotbalu.

## Hráčská kariéra
V československé lize hrál za Manet Považská Bystrica, vstřelil jeden prvoligový gól. Hrál také za TTS Trenčín, kam přišel roku 1938 z rodného Nymburku.

### Prvoligová bilance
| Ročník             | Zápasy | Góly | Minuty | Klub                        |
| ------------------ | ------ | ---- | ------ | --------------------------- |
| I. liga 1949       | –      | 1    | –      | ZSJ Manet Považská Bystrica |
| CELKEM I. ČS. LIGA | –      | 1    | –      |                             |